# Parotis punctiferalis
Parotis punctiferalis is een vlinder uit de familie van de grasmotten (Crambidae), uit de onderfamilie van de Spilomelinae. De wetenschappelijke naam van deze soort is voor het eerst voorgesteld als Margaronia punctiferalis door Francis Walker in een publicatie uit 1866.
De soort komt voor in China, Thailand, Papoea-Nieuw-Guinea en Australië (Queensland).